# Züünkhangai
Züünkhangai (En mongol:Зγγнхангай) es un sum (distrito) de la provincia de Uvs, en el oeste de Mongolia. Este sum se encuentra en las Montañas Khan Khökhiin. Su prefijo telefónico es 4546.